# Casa Kuschel
Casa Kuschel è una storica residenza, dichiarata patrimonio nazionale, della città di Puerto Varas in Cile. L'edificio, realizzato approssimativamente tra il 1915 e il 1917, presenta uno stile eclettico, con elementi neoclassici, neogotici e neobarocchi.